# Mimagoniates rheocharis
Mimagoniates rheocharis es una especie de peces de la familia Characidae en el orden de los Characiformes.

## Morfología
Los machos pueden llegar alcanzar los 4,8 cm de longitud total.

## Hábitat
Vive en zonas de clima tropical.

## Distribución geográfica
Se encuentran en Sudamérica: desde el sureste de Santa Catarina hasta el noreste de Rio Grande do Sul (Brasil ).